# Rehborn
Rehborn là một đô thị thuộc huyện Bad Kreuznach trong bang Rheinland-Pfalz, phía tây nước Đức. Đô thị Rehborn có diện tích 10,14 km², dân số thời điểm ngày 31 tháng 12 năm 2006 là 769 người.